# Guerra holanda-Ahanta
La Guerra Holanda-Ahanta va ser un conflicte entre el Regne dels Països Baixos i el poble ahanta entre 1837 i 1839. El que va començar com una simple disputa econòmica entre els ahantes i els colons neerlandesos que llavors vivien a la Costa d'Or Holandesa, va acabar amb l'execució del rei d'Ahanta, Badu Bonsu II, i la reorganització de l'Estat Ahanta, establint un protectorat dels Països Baixos a la regió.

## Antecedents
El conflicte va començar com una simple disputa econòmica entre els ahantes i els Països Baixos. El rei ahanta, Badu Bonsu II, havia confiscat un carregament de pólvora que havia de ser lliurat per un comerciant de Amsterdam al veí regne de Wassa. Els esforços diplomàtics per part dels neerlandesos no van rendir fruits, la qual cosa va obligar el governador Hendrik Tonneboeijer a enviar una missió a Ahanta. No obstant això, després que tots dos enviats fossin morts pels ahanta, Tonneboeijer va decidir reunir una força expedicionària de 200 homes a Elmina per arrestar a Badu Bonsu. Malgrat haver estat advertit que la seva força era massa petita per derrotar els ahantes, Tonneboeijer es va dirigir cap al Regne d'Ahanta immediatament. El 28 d'octubre de 1837 les seves forces van ser emboscades pels ahantes, que van aconseguir matar a 45 homes, incloent al governador.
Després de rebre la notícia de la mort del governador, el govern dels Països Baixos va decidir enviar una força expedicionària per "reprimir la insurrecció". Sota el comandament del General Jan Verveer, la força va partir des de Elmina cap a Ahanta el 1838. No obstant això, aquesta vegada els defensors no van oposar resistència, ja que els mateixos ahanta es van mostrar feliços de lliurar l'impopular Badu Bonsu als neerlandesos.
Badu Bonsu va ser processat en una cort marcial ad-hoc en camp obert, on va ser sentenciat a mort. El 26 de juliol de 1838, Badu Bonsu no es va prendre la sentència molt de debò i va tractar de subornar als neerlandesos amb unes quantes borses d'or. No obstant això, va ser penjat l'endemà en el mateix lloc en el qual s'havia disparat als dos enviats de Tonneboeijer. Els seus còmplices van ser enviats a l'exili en les Índies Orientals Holandeses sense dret a judici.
El cap de Badu Bonsu va ser tallat pel metge de l'exèrcit i posat en una gerra de formaldehid, oficialment per propòsits científics. No obstant això, és més probable que està acció hagi estat presa com a represàlia, ja que els enviats neerlandesos també havien estat decapitats per Badu Bonsu i els seus caps després van ser clavades en el seu tron com a ornaments.

## Conseqüències
Basant-se en les provisions establertes en el Tractat de Butre, de 1656 que regia les relacions entre els Països Baixos i el poble ahanta, els neerlandesos van reorganitzar l'estat Ahanta després de la rebel·lió, nomenant al resident neerlandès al Fort Batenstein com regent, i mantenint al país sota un proper control amb major presència militar i civil.
El cap del rei Badu Bonsu II va ser redescobert al Centre Mèdic de la Universitat de Leiden als Països Baixos per l'autor neerlandès Arthur Japin, que havia llegit sobre el cap mentre realitzava recerques per a la seva novel·la de 1997 De zwarte met het witte hart. Japin va trobar el cap el 2005 en el LUMC.
El març de 2009, oficials del govern van anunciar que el cap seria retornat al seu país per rebre un funeral adequat, promesa que es va complir el 23 de juliol de 2009, després d'una cerimònia a l'Haia.